# Gaio Claudio Marcello (maggiore)
Gaio Claudio Marcello anche noto come Gaio Claudio Marcello il Vecchio o Gaio Claudio Marcello maggiore (fl. I secolo a.C.) è stato un politico e militare romano.

## Biografia
Era fratello di Marco Claudio Marcello, console nel 51 a.C., e cugino dell'omonimo Gaio Claudio Marcello, console nel 50 a.C. Fu console egli stesso nel 49 a.C. assieme a Lucio Cornelio Lentulo Crure.
Ben poco si sa del suo consolato: fu eletto in quanto era tra i più tenaci oppositori di Gaio Giulio Cesare. Favorì infatti il proprio alleato politico Gneo Pompeo Magno, concedendogli il comando dell'esercito senza interpellare il Senato nella decisione, come già il cugino aveva deciso che accadesse. Sembra che non abbia avuto nessun ruolo nelle violenze che spinsero i tribuni della plebe cesariani, tra cui c'era Marco Antonio, a lasciare Roma e a rifugiarsi a Ravenna.
Allo scoppio della guerra civile seguì il collega a Capua e poi a Dyrrachium. A Capua radunò e liberò i gladiatori che lì si trovavano nella scuola di addestramento, ma, a causa delle critiche dei compagni, fu costretto a disperderli tra le campagne circostanti. Fu infine un comandante della flotta di Pompeo.